# Джерело «Дзюрудло»
Джерело́ «Дзюру́дло» — гідрологічна пам'ятка природи місцевого значення в Україні. Розташована на території Чортківського району Тернопільської області, неподалік від північної околиці села Джурин (біля залізничного мосту). 
Площа 0,01 га. Статус присвоєно згідно з рішенням Тернопільської обласної ради від 18.09.2014 року. Перебуває у віданні: Джуринська сільська рада. 
Статус присвоєно з метою охорони та збереження самовитічного джерела питної води, що має природоохоронну, водорегуляторну, наукову, естетичну та рекреаційну цінність. Джерело каптажоване, поруч змонтовано водозбірник, підпірну стінку. Біля джерела є багато інших джерел та невеликий водно-болотний масив. 